# Obchodní dům Spojených uměleckoprůmyslových závodů

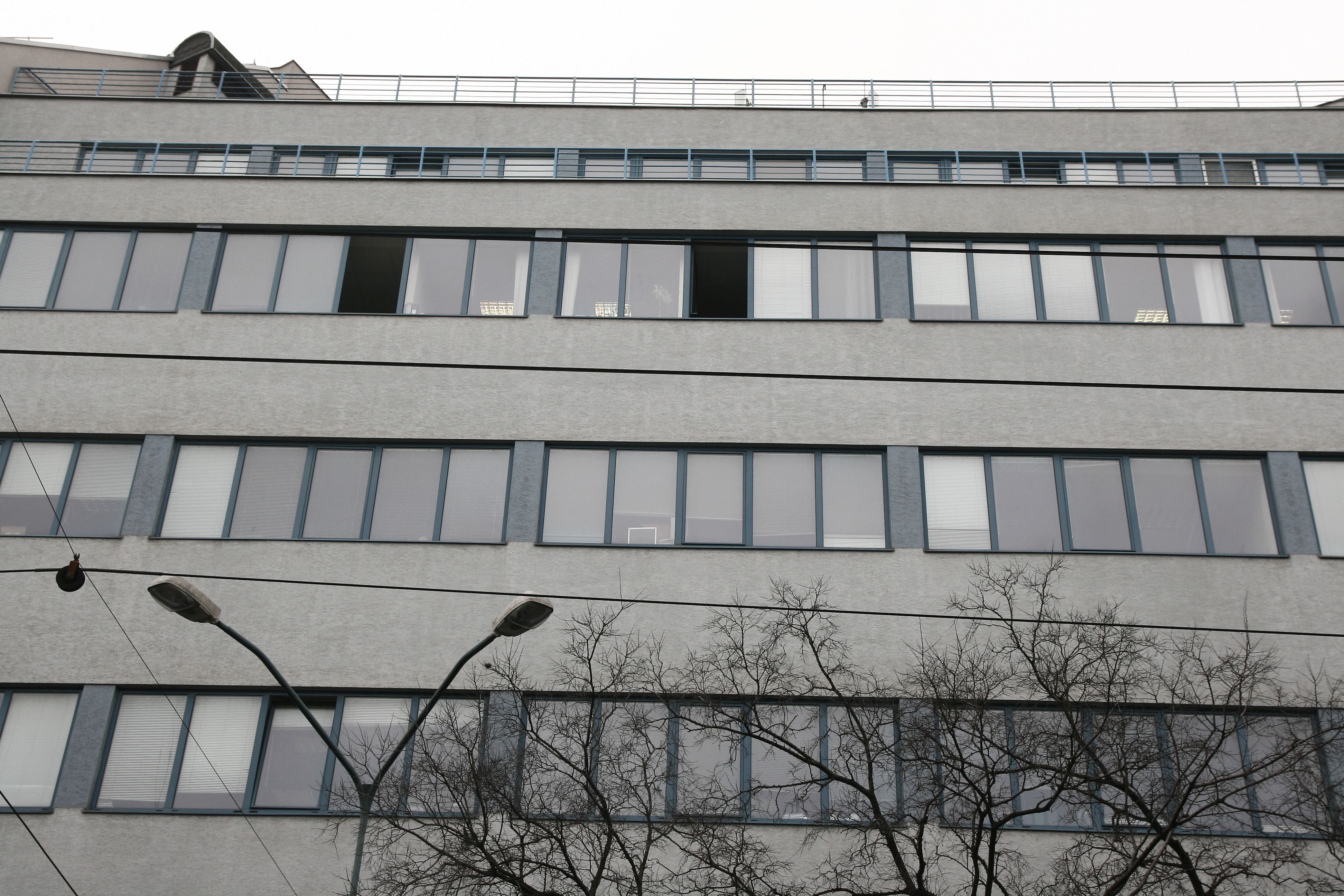
Detail pásových oken

Pobočka spojených UP závodů (dnes pobočka Tatra banky) je stavba v Bratislavě na Štefánikově 17.
Budovu bývalých Spojených UP závodů navrhl jeden z průkopníků moderní architektury v Československu, tehdy již známý brněnský architekt Jan Víšek. Návrh předpokládal funkční využití jako bylo výstavní a prodejní prostor pro výrobky z oblasti uměleckého průmyslu (zkratka UP). Byl to první jednoúčelový obchodní dům realizovaný v Bratislavě.

## Konstrukční systém
Stojí v řadové uliční zástavbě a nacházejí se v ní prodejní a skladové prostory. V důsledku tvaru parcely má objekt půdorys nepravidelného lichoběžníku. Hlavní požadavky, vyplývající ze stavebního programu, byly dobře osvětlit prostory sloužící prodeji nábytku a co nejvíce je uvolnit od konstrukčních prvků. Z konstrukčního hlediska jde o pilířovou soustavu - konstrukční základ tvoří železobetonový skelet nepravidelného nerovného rozponu sbíhající se v příčném i v podélném směru. Délkový rozdíl mezi uliční a dvorní stranou je 4,2 metru. Skelet je doplněn dutým cihlovým zdivem.

## Dispozice
Objekt tvoří suterén a 4 nadzemní podlaží. Suterén se stále využívá na skladové prostory. Nadzemní podlaží sloužily na prodejně - výstavní účely. V přízemí je přejezd z ulice do dvora - pasáž, která rozděluje objekt na dvě části. Dispozičním základem ostatních podlaží kromě parteru je halový velkoprostor. Dispozice byla původně maximálně volná a otevřená, založená na půdorysu, který se mohl libovolně ho členit na kóje lehkými posuvnými příčkami. Komunikační jádro spojující všechna podlaží schodištěm a nákladním výtahem bylo v zadní části objektu. Pravá část přízemí funguje jako samostatná obchodní jednotka.

## Řešení fasády
Jednoduchá až strohá uliční fasáda s pásovými horizontálními okny odrážela funkci budovy. Souvislá linie oken přechází na všech patrech celou šířkou fasády. Tento výrazný horizontální ráz výtvarného projevu, přirozeně vyplynul ze základních potřeb - využití na prodejní prostory. Po celé délce parteru, z ulice iz průjezdu jsou výklady.
Do sebe harmonicky zapadající faktory tvořily vnitřní jednotu nové architektonické výpovědi. Budova je příkladem poměrně brzkého uplatnění zásad funkcionalistické architektury na Slovensku a patří mezi první objekty moderní architektury ve městě.

## Pozdější stavební úpravy
Budova původně sloužila jako výstavní a prodejní prostor pro výrobky z oblasti uměleckého průmyslu. Později se majitelé a uživatelé budovy měnili a prostory přizpůsobovali různým potřebám. Dispozičně ani konstrukčně se však kromě třetího patra, kde je v současnosti umístěn sklad a kanceláře, nezměnila. Ve čtyřicátých letech byl k budově, ve dvorní části, přistavěn podzemní sklad se dvěma nadzemními terasami. Při adaptaci v roce 1984 původní dřevěná okna vyměnili za kovové, stejného tvaru a velikosti.
Při přestavbě v roce 1997 (pod vedením architekta Petra Žalmana) se změnila vnitřní dispozice a budovu nastavili o jedno podlaží. Budova měla původně 3 patra, roku 1997 postavili ještě jedno, které navenek opakuje původní podobu průčelí, rozšířili budovu ve dvoře a změnili dispozici.
Budova bývalých Spojených UP závodů má čistou funkcionální dispozici s logickým členěním ploch, důsledně pásovými okny po celé šířce fasády a plochou střechu. Parter je vylehčený. Je tak ukázkovým příkladem uplatnění zásad bauhausovské architektury v praxi.

## Chronologie
- 1928 projekt: architekt J. Víšek
- 1929 realizace, stavitel: Ferrobeton, s.r.o., Brno
- 1997 přestavba